# 图恩 (奥地利)
图恩是奥地利蒂罗尔州利恩茨县的一个市镇。总面积12.26平方公里，总人口621人，人口密度50.7人/平方公里（2005年）。